# Julian Hochberg
Julian E. Hochberg (* 10. Juli 1923 in New York City; † 22. Mai 2022 ebenda) war ein Wahrnehmungspsychologe an der Columbia University, zuletzt emeritiert. Er gilt als führender theoretischer und experimenteller Forscher seiner Zeit zur visuellen Wahrnehmung.
Hochberg erwarb am City College of New York einen Abschluss in Physik und bei Edward Tolman und Egon Brunswik an der University of California, Berkeley einen Ph.D. in Psychologie. Ab 1949 hatte Hochberg an der Cornell University eine Dozentur inne, ab 1960 eine Professur ebendort, ab 1965 an der New York University, bevor er 1969 an die Columbia University wechselte.
Julian Hochberg konnte wegweisende Arbeiten zur Integration von Schnappschuss-artigen Ansichten der Welt mit individuellen visuellen Eindrücken zu einem vollständigen Weltbild „vor dem geistigen Auge“ leisten. Seine Arbeiten zum Problem der Gestalt und wie unsere Wahrnehmung strukturiert wird, um sowohl die Wahrscheinlichkeit der Genauigkeit als auch der Einfachheit zu maximieren, gelten als grundlegend. Hochberg befasste sich in jüngeren Arbeiten mit der visuellen Wahrnehmung und den ihr zugrundeliegenden Prozessen in einem fachübergreifenden Ansatz, wobei er einen Schwerpunkt auf bewegte Bilder in allen Formen legte, einschließlich Werken der Unterhaltungsindustrie, Head-Mounted Displays oder Animationen. Er sah Filme als eine der wichtigsten modernen Technologien an, die zunehmend am Computer erstellt werden und die als Quelle für das Verständnis von Kognition und Motivation, von denen sie abhängen, noch weitgehend unerforscht seien.
Ab 1958 war Hochberg Fellow der American Association for the Advancement of Science. 1968 erhielt er ein Guggenheim-Stipendium und 1978 den APA Award for Distinguished Scientific Contributions to Psychology. 1980 wurde er in die National Academy of Sciences, 1988 in die American Academy of Arts and Sciences gewählt.

## Schriften
- Perception. Prentice-Hall, 1964.
  - Einführung in die Psychologie: Wahrnehmung. Akademische Verlagsgesellschaft 1977. ISBN 978-3-400-00163-1
- Mit Ernst Gombrich und Max Black: Art, Perception, and Reality. Johns Hopkins University Press, 1970.
  - Kunst, Wahrnehmung, Wirklichkeit. Suhrkamp, 1977. ISBN 978-3-518-10860-4
- Perception and Cognition at Century's End: History, Philosophy, Theory. Academic Press Inc., 1998
- In the Mind's Eye: Julian Hochberg on the Perception of Pictures, Films, and the World. Oxford University Press, 2007. ISBN 978-0-19-517691-9 (Darin ein kurzer biographischer Abriss in der Google-Buchsuche.)